# Tchernouchka
Tchernouchka (en russe : Чернушка) est une ville du kraï de Perm, en Russie, et le centre administratif du raïon Tchernouchinski. Sa population s'élevait à 32 807 habitants en 2013.

## Géographie
Tchernouchka est située sur la rivière Tchernouchka, à 167 km au sud de Perm.

## Histoire
Tchernouchka est mentionné pour la première fois en 1859 comme village. En 1919, une gare ferroviaire est construite à proximité du village, dont la population s'accroît. Tchernouchka reçoit le statut de commune urbaine en 1945 puis le statut de ville en 1966. La ville se trouve sur la ligne de chemin de fer de Kazan – Ekaterinbourg.

## Population
Recensements (*) ou estimations de la population
| 1926* | 1937* | 1959*  | 1970*  | 1979*  |
| ----- | ----- | ------ | ------ | ------ |
| 868   | 6 965 | 12 094 | 21 106 | 28 102 |

| 1989*  | 2002*  | 2010*  | 2012   | 2013   |
| ------ | ------ | ------ | ------ | ------ |
| 34 835 | 35 713 | 33 272 | 33 169 | 32 807 |